# Dysphania prunicolor
Dysphania prunicolor är en fjärilsart som beskrevs av Moore 1879. Dysphania prunicolor ingår i släktet Dysphania och familjen mätare. Inga underarter finns listade i Catalogue of Life.